# Verdalselva
Verdalselva est une rivière norvégienne située dans la commune de Verdal, Trøndelag.  Elle est formée par la confluence des rivières Inna, qui vient d'Innsvatnet à la frontière suédoise, et Helgåa, qui vient du village de montagne de Vera, également situé à la frontière suédoise. Les deux rivières coulent ensemble à la ferme Holmen à Vuku, et de là, la rivière Verdal coule vers l'ouest jusqu'à ce qu'elle se jette dans le Trondheimsfjord à Verdalsøra. 
La rivière a une longueur de 20,73 km (93,99 km en incluant les affluents Helgåa et Strådøla) et a un bassin versant de 1 467,57 km². Le débit d'eau moyen à l'embouchure est de 56,58 m³ / s.
Depuis 2005, le cours d'eau est protégé de possibles constructions de barrages ou de centrales hydroélectriques  grâce au Supplément au Plan de protection des cours d'eau (Supplering av Verneplan for vassdrag).